# Gjessø
Gjessø is een plaats in de Deense regio Midden-Jutland, gemeente Silkeborg. De plaats telt 810 inwoners (2008).
De plaats valt onder de parochie van Them.